# 구글 URL 쇼트너
구글 URL 쇼트너(Google URL Shortener) 또는 goo.gl은 구글이 소유한 URL 단축 서비스이다. 2009년 12월에 출시되었으며 처음에는 구글 툴바 및 피드버너에 사용되었다. 회사는 2010년 9월 별도의 웹사이트인 goo.gl을 출시했다.
구글은 내부적으로 서비스를 구글 지도 및 구글 워크스페이스 제품의 링크를 단축하는 데 사용되는 파이어베이스 동적 링크로 대체했다.
사용자는 구글 계정에 로그인한 후 과거에 단축되었던 URL 목록에 액세스할 수 있었다. 시간 경과에 따른 트래픽, 상위 추천자, 방문자 프로필을 포함한 실시간 분석 데이터가 기록되었다. 보안을 위해 구글은 Gmail에서 사용되는 것과 동일한 유형의 필터링 기술을 기반으로 자동 스팸 시스템 감지 기능을 추가했다.
이 서비스는 2018년 4월 13일부터 신규 사용자를 받지 않고 있으며 구글은 2019년 3월 30일에 기존 사용자에 대한 서비스를 중단했다. 하지만 기존 링크는 계속해서 의도한 대상으로 리디렉트된다. 파이어베이스 동적 링크로 계승되었지만 기존 링크가 자동으로 동적 링크가 되지는 않았다.